# Parnaos Tschikwiladse

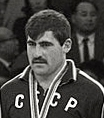
Parnaos Tschikwiladse

Parnaos Lukitsch Tschikwiladse (* 14. April 1941 in Tschabinaani, Kachetien, Georgische SSR; † 14. Juni 1966 in Moskau) war ein sowjetischer Judoka, der in den 1960er Jahren im Schwergewicht antrat. Er gewann eine olympische Bronzemedaille und einen Europameistertitel.
Der 1,84 m große Athlet von Burewestnik Tiflis gewann bei den Europameisterschaften 1964 die Silbermedaille im Schwergewicht hinter Herbert Niemann aus der DDR. Den Mannschaftswettbewerb gewann die sowjetische Mannschaft vor den Niederländern. In diesem Jahr war Judo bei den Olympischen Spielen in Tokio erstmals Bestandteil des olympischen Programms. Bei den olympischen Wettbewerben traten 15 Teilnehmer aus 13 Ländern im Schwergewicht an. Tschikwiladse gewann seine beiden Vorrundenkämpfe, unterlag dann aber im Halbfinale gegen den Kanadier Douglas Rogers und erhielt die Bronzemedaille.
1965 verlor Tschikwiladse im Schwergewichtsfinale der Amateur-Europameisterschaften erneut gegen Herbert Niemann. Im Finale der offenen Meisterschaften traf er am selben Tag auf den Westdeutschen Günter Monczyk und gewann seinen einzigen Einzeltitel. 1966 verlor er das Europameisterschaftsfinale im Schwergewicht gegen den Niederländer Willem Ruska.
Nur einen Monat nach den Europameisterschaften 1966 starb Parnaos Tschikwiladse bei einem Verkehrsunfall.